# Muntiacus muntjak
O muntíaco-comum (Muntiacus muntjak)  é um cervídeo que habita o sul e o sudeste da Ásia. De acordo com a IUCN, encontra-se em estado pouco preocupante. Está regionalmente extinto em Singapura. É o "parente" vivo mais próximo do cervo-de-topete.
Possui pelo curto e macio, com tons de cinza, marrom, amarelo e creme. A coloração da pelagem variando acordo com as estações.Sua dieta é onívora, de modo a ser composta por gramíneas, frutas, brotos, sementes e ovos de pássaros, bem como pequenos animais. Pode ainda ser negrofágo, de modo a ser alimentar de carcaças. O som emitido por este veado, geralmente devido à ameaça de predadores, é similar a um latido (daí provém um de seus nomes populares).  
Trata-se de uma espécie poligâmica.

## Nomes comuns
Esta espécie dá ainda pelos seguintes nomes comuns: muntíaco-indiano e muntíaco-vermelho.

## Nomenclatura anterior
Anteriormente, o muntíaco-vermelho encontrava-se abarcado pelo género Cervus, com o nome binomial C. muntjac.

## Distinção entre machos e fêmeas
Os machos possuem "presas", típicas de todos os muntíacos, utilizadas para defenderem-se de rivais, que desejam o território, e de predadores. Têm também protuberâncias ósseas no crânio, de onde provém os chifres.

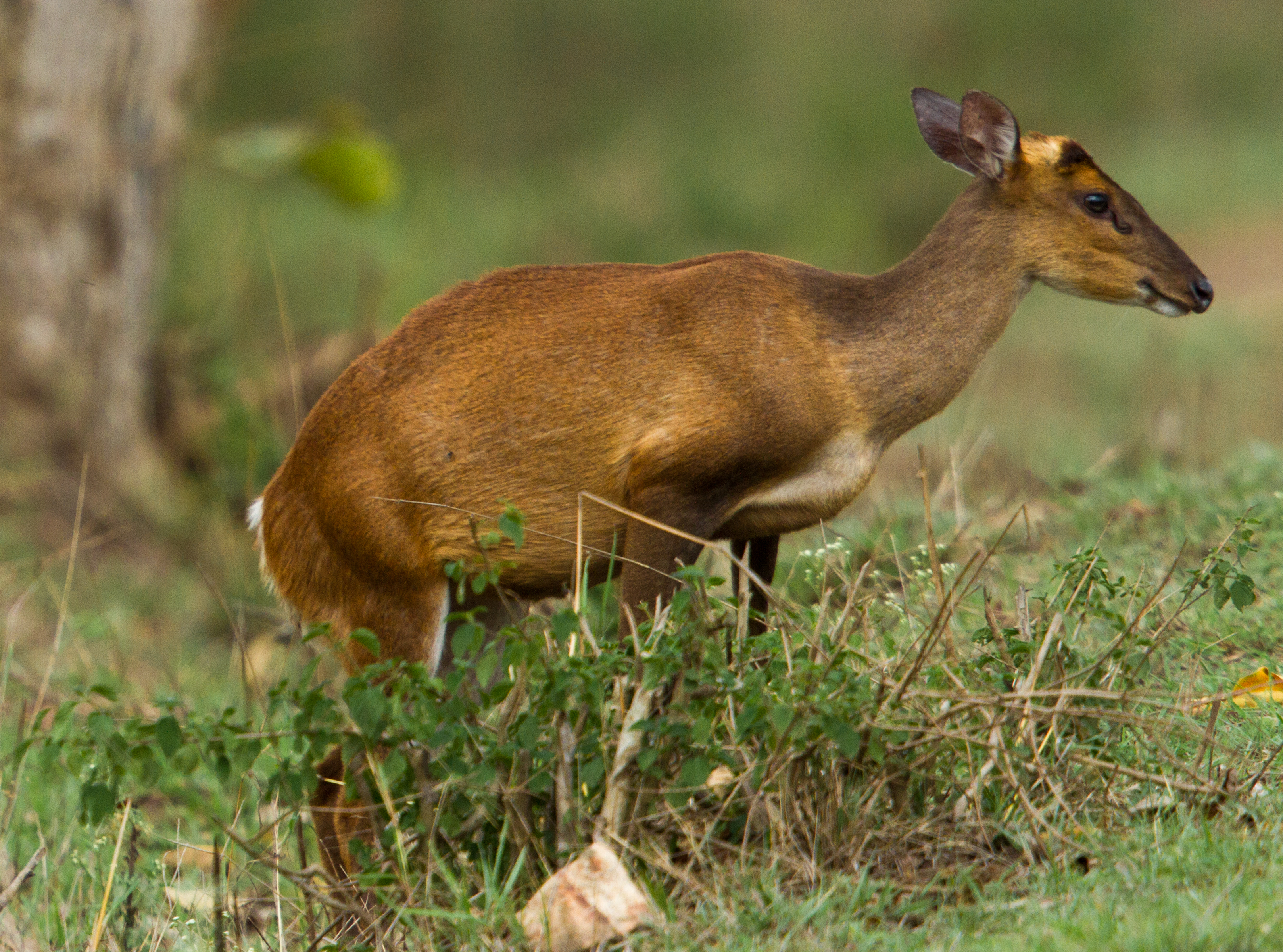
Muntjac-comum do sexo feminino.

As fêmeas são desprovidas de chifres. No entanto, possuem pequenos tufos de pelo no lugar.
Os muntíacos-indianos são os únicos cervídeos cujas glândulas frontais possuem fendas faciais, alinhadas com os chifres. As glândulas dos machos são maiores. A espécie conta também com robustas glândulas oculares.

## Genética
São os mamíferos conhecidos com o menor número de cromossomos. Os machos são 2n = 7, enquanto as fêmeas, 2n = 6.

## Subespécies
Há 14 subespécies de muntíacos-comuns:
- Muntiacus muntjak annamensis
- Muntiacus muntjak aureus
- Muntiacus muntjak. bancanus
- Muntiacus muntjak. curvostylis
- Muntiacus muntjak grandicornis
- Muntiacus muntjak malabaricus
- Muntiacus muntjak. muntjak
- Muntiacus muntjak nainggolani
- Muntiacus muntjak nigripes
- Muntiacus muntjak. peninsulae
- Muntiacus muntjak pleicharicus
- Muntiacus muntjak robinsoni
- Muntiacus muntjak rubidus
- Muntiacus muntjakvaginalis

Alguns autores consideram a espécie Muntiacus montanus uma subespécie de muntíaco-indiano, de modo a ser renomeada como Muntiacus muntjak montanus.